# فيليكس دي ويلدون
فيليكس دي ويلدون (بالإنجليزية: Felix de Weldon)‏ هو نحات أمريكي، ولد في 12 أبريل 1907 في فيينا في النمسا، وتوفي في 3 يونيو 2003 في وودستوك في الولايات المتحدة.